# Recently (Dave Matthews Band)
Recently è un live EP della Dave Matthews Band, pubblicato nel 1994.
Registrato al "The Birchmere" in Arlington, Virginia il 21 febbraio 1994 e al Trax in Charlottesville, Virginia il 22 febbraio 1994.
L'immagine della copertina rappresenta la natura della "title track", che parla della lotta di due persone in una relazione interrazziale. Le liriche della canzone spiegano le difficoltà di questa relazione causate dal diverso colore della pelle.
La cover promozionale di Recently esponeva una porzione del seno della donna, e l'uomo stava in secondo piano, sul lato sinistro dell'immagine, con una zucca visibile nella sua mano sinistra.
Il Promo di Recently con questa copertina fu pubblicato prima dello stesso singolo e aveva una diversa tracklist, la quale includeva anche una versione alternativa della title track. Questa pubblicazione promozionale, informalmente conosciuta come "Pumpkin Recently", è attualmente una delle release più rare e più quotate del repertorio della band.

## Tracklist
Tutte le canzoni sono scritte da David J. Matthews, le eccezioni sono segnalate.

### Original EP
1. "Recently" (Edit 2) – 3:53
2. "Dancing Nancies" – 5:54
3. "Warehouse" – 5:10
4. "All Along The Watchtower" (Dylan) – 5:10
5. "Halloween" – 6:30

Le tracce 2 e 3 sono versioni acustiche live eseguite da Dave Matthews e Tim Reynolds.

### Promo EP
1. "Recently" (Radio Edit) – 3:31
2. "Ants Marching" (Radio Edit) – 4:36
3. "Tripping Billies" (Remember Two Things Radio Edit) – 4:45
4. "The Song That Jane Likes" (Radio Edit) – 3:23